# 392 a. C.
El año 392 a. C. fue un año del calendario romano prejuliano. En el Imperio romano se conocía como el Año del Consulado de Poplícola y Capitolino (o menos frecuentemente, año 362 Ab urbe condita). 

## Acontecimientos
- El general persa, Estrutas es enviado por el rey Artajerjes II a que asuma el mando de la satrapía de Sardes, reemplazando a Tiribazo, y para seguir una política anti-espartana.

## Fallecimientos
- Cayo Julio Julo

## Arte y literatura
- Aristófanes publica Ecclesiazousae ("Las Asambleístas")

## Deporte
- La princesa de Esparta Cynisca gana por segunda vez la carrera de cuatro caballos en los Juegos Olímpicos.

- Datos: Q228985